# Djurgårdens IF Cricketförening
Djurgårdens IF Cricketförening är den svenska idrottsföreningen Djurgårdens IF:s cricketsektion. Klubben startades år 1996 under namnet Stockholms Akademiska Cricketsällskap (SACS) men från 2020 har varit en del av Djurgårdens IF.  
Under säsongen 2020 kom herrlaget på andra plats i det europeiska cricket-nätverket T10-serien i Stockholm  och semifinalen i T20-serien. Damlag vann svenska cupen i Växjo. Damlaget var obesegrat 2020.
Under 2021, Liam Karlsson och Wynand Boshoff spleade för herr landslaget mot Danmark och Finland. Över hälften av damlandslag som spelade mot Norge var DIF spelare.
Under 2022 DIF damlag vann SM i Linköping och DIF herrlag vann mot Märsta CC i T40 mästerskap